# Michelle Steel
Michelle Eunjoo Steel wcześniej Michelle Eunjoo Park (ur. 21 czerwca 1955 w Seulu w Korei Południowej) – amerykańska polityczka, członkini Partii Republikańskiej.

## Działalność polityczna
Od 3 stycznia 2021 jest przedstawicielką 48. okręgu wyborczego w stanie Kalifornia w Izbie Reprezentantów Stanów Zjednoczonych.